# 쉿! 그녀에겐 비밀이에요
"쉿! 그녀에겐 비밀이에요!"는 2008년에 개봉한 대한민국의 영화이다.
한편, 이 영화는 원래 <마이달링 FBI>란 제목을 통해 2007년 11월 개봉 예정이었으나 이런저런 사정으로 미뤄졌다가 2008년 8월로 개봉 날짜가 바뀌었으며 제목도 <쉿!그녀에겐 비밀이에요>로 바뀌었다.
아울러, 여주인공 미미 역으로 나온 김규리가 '호러퀸' 이미지를 탈피하는 대신 '멜로퀸' 이미지로 거듭나기 위해  화제가 됐다.

## 캐스팅
- 김규리 : 미미 역
- 리키 김 : 알버트 리 역
- 전원주 : 미미 모 순덕 역
- 박용식 : 진구 역
- 황금별 : 봉자 역
- 김홍식 : 동팔 역
- 김세준 : 춘배 역
- 배도환 : 달규 역
- 이용진 : 송창봉 역
- 김경애 : 대현 할매 역
- 청매 : 최 대리 역
- 조영이 : 섹시 할매 역
- 김경란 : 수다 할매 역
- 주효만 : 주씨 할배 역
- 이승일 : 이씨 할배 역
- 박문규 : 러브 할배 역
- 김상경 : 멍수 할배 역
- 김영대 : 송창봉 비서실장 역
- 김필수 : 송창봉 보디가드 역
- 이설구 : 똘마니 대장 역
- 김형준 : 새끼대장 똘마니 역
- 김택수 : 칼 똘마니 역
- 진모 : 봉 똘마니 역
- 김록경 : 쌍정곤 똘마니 역
- 오민수 : 지하창고 똘마니 역
- 이창호 : 최 순경 역
- 박경호 : 오 순경 역
- 이홍빈 : 김 순경 역
- 김미야 : 복지원 복지사 역
- 박영 : 원장 역
- 강재석 : 대현 역
- 이훈희 : 한국지사 FBI 역
- 이한주 : 젊은 송창봉 역
- 김정환 : 알버트 아버지 역
- 니콜 로빈슨 : 제임스 역
- 김은하 : 창하는 아이 역
- 진교만 : 동팔 아버지 역
- 최찬숙 : 동팔 어머니 역
- 원현준 : 경찰 1 역
- 김지한 : 경찰 2 역
- 이인철 : 경찰 3 역
- 박윤식 : 문제아 1 역
- 김정원 : 문제아 2 역
- 서영석 : 투자자 1 역
- 김대원 : 투자자 2 역
- 임사라 : 투자자 4 역
- 이희숙 : 투자자 5 역
- 홍승철 : 투자자 6 역
- 정은성 : 투자자 7 역
- 제이슨 화이트 : FBI 국장 역
- 존 허브 FBI : 비밀요원 1 역
- 제드 브로피 : FBI 비밀요원 2 역
- 알렉사 모틀리 : FBI 비밀요원 3 역
- 그레고리 힌턴 : FBI 비밀요원 4 역
- 리즈 멀레인 : FBI 비밀요원 5 역
- 고태영 : FBI 비밀요원 6 역
- 오경태 : FBI 비밀요원 7 역
- 강진숙 : 여자앵커 1 역
- 김효숙 : 여자앵커 2 역
- 조디 L. 칼론 : 미국기자 1 역
- 마튼 초카스 : 미국기자 2 역
- 앤 로빈슨 : 미국기자 3 역
- 리즈 멀레인 : 카메라맨 1 역
- 로렌스 마코아르 : 카메라맨 2 역
- 리처드 엣지 카메라맨 3 역
- 박영규 : 교장 선생님 역
- 박선 : 밴드부 선생님 역
- 이주경 : 상견례장 손님 역
- 강성원 : 호텔 프론트 직원 역
- 정우중 : 포장마차 술 마시는 고등학생 1 역
- 김수환 : 포장마차 술 마시는 고등학생 2 역
- 오택규 : 포장마차 술 마시는 고등학생 3 역
- 브루스 홉킨스 레스토랑 매니저 역
- 제인 실비아 : 레스토랑 손님 1 역
- 스티븐 우레 : 레스토랑 손님 2 역
- 해리 싱클레어 : 레스토랑 손님 3 역
- 토머스 로빈스 : 레스토랑 손님 4 역
- 김도현 : 어린 시절 알버트 역
- 제이슨 피츠 : 마피아 1 역
- 이안 휴즈 : 마피아 2 역
- 존 허바드 : 마피아 3 역
- 빅토리아 버로우즈 : 마피아 4 역
- 크레이그 홀 : 마피아 5 역
- 조한익 : FBI 한국요원 역
- 윤동신 : 망보는사내 1 역
- 윤홍선 : 망보는사내 2 역